# Jan Strzembosz (dyplomata)
Jan Strzembosz h. Jastrzębiec (ur. 20 czerwca 1890, zm. 14 czerwca 1939) – polski dyplomata, urzędnik konsularny, prozaik.

## Życiorys
Syn Wacława i Marii z d. Bylin. Wstąpił do polskiej służby zagranicznej, pełniąc szereg funkcji, m.in. prac. Departamentu Politycznego MSZ (1919–1921), sekr. poselstwa w Belgradzie (1921), ponownie prac. Departamentu Politycznego MSZ (1921–1932), konsula i kier. konsulatu w Leningradzie (1932–1933). 

## Ordery i odznaczenia
- Krzyż Oficerski Orderu Odrodzenia Polski (7 lipca 1925)[1]
- Medal Dziesięciolecia Odzyskanej Niepodległości[2]
- Krzyż Komandorski Orderu św. Grzegorza Wielkiego (Stolica Apostolska)[2]
- Krzyż Komandorski Orderu św. Sawy (Jugosławia)[2]
- Krzyż Komandorski Orderu Zbawiciela (Grecja)[2]
- Order Zasługi Cywilnej (Bułgaria)[2]